# Russia Insider
Russia Insider — новостной сайт, запущенный в сентябре 2014 года. Главный офис расположен в Москве, Россия. Местоположение сервера: Соединенные Штаты.
Ресурс освещает политические и социальные проблемы и представляет альтернативное среди мейнстрима представление новостей, касающихся России и связанных с ней событий. Сайт основан главным редактором Чарльзом Баусманом, управляющим им совместно с рядом международных добровольцев, позиционирующих публикации в качестве независимого источника СМИ с целью содействовать лучшему пониманию России. Некоторые статьи переводятся, копируются или приводятся в качестве отрывков из других новостных ресурсов, таких, как Russia Beyond the Headlines, Sputnik, The Nation, Salon.com и др.

## История
Russia Insider был запущен рядом добровольцев как движение онлайн-пользователей. Базирующийся на концепции гражданской журналистики, ресурс не представляет ни государственные, ни корпоративные интересы. Сайт имеет русскую и английскую версии, английская направлена на западных читателей. Основной задачей является, оставаясь объективным и непредвзятым, представление альтернативного видения России в западных СМИ.

## Финансирование
Основатель сайта утверждает, что Russia Insider поддерживается краудфандинговой инициативой и индивидуальными пожертвованиями.

## Отзывы
Russia Insider приписывается недостаток критики по отношению к российскому правительству. Некоторыми также высказывается предположение о том, что Russia Insider является частью российской пропаганды. 
Главный редактор сайта Чарльз Баусман, который, как утверждается, связан с Константином Малофеевым, отрицает подобные заявления и подтверждает, что миссией сайта является создание объективного, независимого и подотчётного взгляда на политические события в России и в мире.

## Награды
- Международная литературно-медийная премия имени Олеся Бузины (2016[8])